# Dilophus longipilosus
Dilophus longipilosus är en tvåvingeart som beskrevs av Hardy 1982. Dilophus longipilosus ingår i släktet Dilophus och familjen hårmyggor. Inga underarter finns listade i Catalogue of Life.